# Wybory parlamentarne w Hiszpanii w 2016 roku
Wybory parlamentarne w Hiszpanii w 2016 roku – przedterminowe wybory do Kongresu Deputowanych (350 mandatów) i Senacie (208 z 266 miejsc), które odbyły się 26 czerwca.
Poprzednie wybory parlamentarne odbyły się w Hiszpanii 20 grudnia 2015. W ich wyniku zwycięstwo odniosła, uprzednio rządząca, centroprawicowa Partia Ludowa (PP). Żadnej partii nie udało się osiągnąć wyniku, który gwarantowałby samodzielne rządy (176 mandatów). Mimo kilku miesięcy rozmów oraz podejmowanych prób, najpierw przez premiera Mariano Rajoya, a następnie lidera socjalistycznej PSOE Pedra Sáncheza, nie udało się stworzyć większościowej koalicji. W tej sytuacji 3 maja 2016 król Hiszpanii Filip VI podjął decyzję o rozwiązaniu parlamentu i przeprowadzeniu nowych wyborów 26 czerwca tegoż roku.

## Wynik
Wyniki przedterminowych wyborów do Kongresu Deputowanych:
| Partia                                      | Głosy      | Procent | Zmiana | Mandaty | Zmiana |
| ------------------------------------------- | ---------- | ------- | ------ | ------- | ------ |
| Partia Ludowa                               | 7 905 082  | 33,03   | 4,32   | 137     | 14     |
| Hiszpańska Socjalistyczna Partia Robotnicza | 5 424 335  | 22,66   | 0,66   | 85      | 5      |
| Unidos Podemos                              | 5 049 297  | 21,1    | 3,39   | 71      | –      |
| Obywatele – Partia Obywatelska              | 3 123 388  | 13,05   | 0,89   | 32      | 8      |
| Republikańska Lewica Katalonii              | 629 294    | 2,63    | 0,24   | 9       | –      |
| Demokratyczna Konwergencja Katalonii        | 481 839    | 2,1     | 0,24   | 8       | –      |
| Nacjonalistyczna Partia Basków              | 286 215    | 1,20    | –      | 5       | 1      |
| EH Bildu                                    | 184 092    | 0,77    | 0,10   | 2       | –      |
| Koalicja Kanaryjska                         | 78 080     | 0,33    | 0,01   | 1       | –      |
| Pozostałe partie                            | 595 052    | 2,5     | –      | –       | –      |
| Razem                                       | 23 756 674 | 100%    | -      | 350     | -      |
| Frekwencja                                  | 69,84%     |         |        |         |        |

Wynik wyborów do Senatu:
- PP – 130  6
- PSOE – 43  4
- Unidos Podemos – 16
- Republikańska Lewica Katalonii – 10  4
- Nacjonalistyczna Partia Basków – 5  1
- Demokratyczna Konwergencja Katalonii – 2  4
- Koalicja Kanaryjska – 1
- Gomera Socialist Group – 1

## Wybór Mariano Rajoya na szefa rządu
Mariano Rajoy dostał wotum zaufania niższej izby parlamentu pod koniec października 2016 roku w związku z czym stanie ponownie na czele rządu całej Hiszpanii. Pomimo długich rozmów i wahań w sprawie przyłączenia innego parlamentarnego ugrupowania do normalnego rządu z PP, to właśnie Partia Ludowa będzie mogła samodzielnie rządzić tym krajem (utworzenie rządu mniejszościowego).